# تومي هامل
توماس «تومي» هامل (بالإنجليزية: Thomas "Tommy" Hamill)‏ (توفي أبريل 1996) هو لاعب كرة قدم أيرلندي شمالي راحل. لعب هامل مع نادي لينفيلد، وكان ضمن قائمة منتخب بلاده المشاركة في كأس العالم 1958، إلا أنه لم يسافر.

## وصلات خارجية
تومي هامل على موقع قاعدة بيانات كرة القدم.إي يو (الإنجليزية)
- تومي هامل على موقع عالم كرة القدم.نت (الإنجليزية)